# III wojna karlistowska
III wojna karlistowska (nazywana też II wojną karlistowską) – wojna domowa w Hiszpanii, toczona w latach 1872–1876 pomiędzy liberałami a karlistami. Ci pierwsi kontrolowali rząd centralny i większość kraju, początkowo w ramach monarchii liberalnej, potem w ramach republiki, a na końcu w ramach odrestaurowanej monarchii burbońskiej. Ci drudzy trwale kontrolowali kilkuprocentowy fragment terytorium Hiszpanii, ograniczony głównie do części Nawarry i Baskonii; na pozostałym terenie prowadzili wojnę o charakterze manewrowym i partyzanckim. Z około 50 prowincjonalnych stolic opanowali jedynie dwie, i to na kilka dni: Cuencę i Albacete; ich długotrwałe oblężenia Pampeluny i Bilbao zakończyły się niepowodzeniem. Karliści nigdy poważnie nie zagrozili władzy rządu, który jednak przez lata ani nie był w stanie zlikwidować ich państwa na terenie baskijsko-nawarskim, ani stłumić odradzającej się ruchawki na pozostałych obszarach, głównie w Katalonii i Lewancie. Dopiero w roku 1875 armia rządowa spacyfikowała północno-wschodnią część kraju, w ciągu kilku następnych miesięcy odzyskując kontrolę nad Baskonią i Nawarrą.
Aczkolwiek podczas wojny dużą rolę mobilizacyjną odgrywały hasła dynastyczne i ustrojowe, to jej zasadniczym wątkiem było starcie nurtów rewolucyjnych i ruchu kontr-rewolucyjnego. Rząd kontrolowany był przez kręgi reprezentujące liberalizm w warstwie ideologicznej, kapitalizm w warstwie gospodarczej, a burżuazję w warstwie społecznej. Karliści sprzeciwiali się zmianom opowiadając się za tradycjonalistyczną wizją państwa i społeczeństwa, ze szczególnym uwzględnieniem centralnej roli religii w życiu publicznym, wspólnotowych typów gospodarki rolnej i luźnej organizacji państwowej. Liberałowie mogli liczyć przede wszystkim na stosunkowo wąskie kręgi miejskiej burżuazji, nieliczne w kraju zacofanym i w przeważającej części rolniczym. Karliści opierali się na średnim chłopstwie, silnym na północy kraju ale niemal nieobecnym na południu. Nie udało im się przenieść ciężaru wojny poza tereny baskijsko-nawarskie i katalońsko-lewantyńskie; nie udało im się również wykorzystać wewnętrznych sprzeczności w obozie liberalnym, rozdartym między monarchistami, republikanami a federalistami. Po okresie chaosu liberałowie zrezygnowali z haseł radykalnych; dzięki przekształceniu się w umiarkowany obóz prawa i porządku przyciągnęli arystokrację i ziemiaństwo. Wykorzystali również swoją dominację w podstawowych strukturach państwa: armii i administracji. W rezultacie powstanie karlistów wypaliło się, a w Hiszpanii umocniła się swoista wersja oligarchicznego kapitalizmu.

## Tło konfliktu

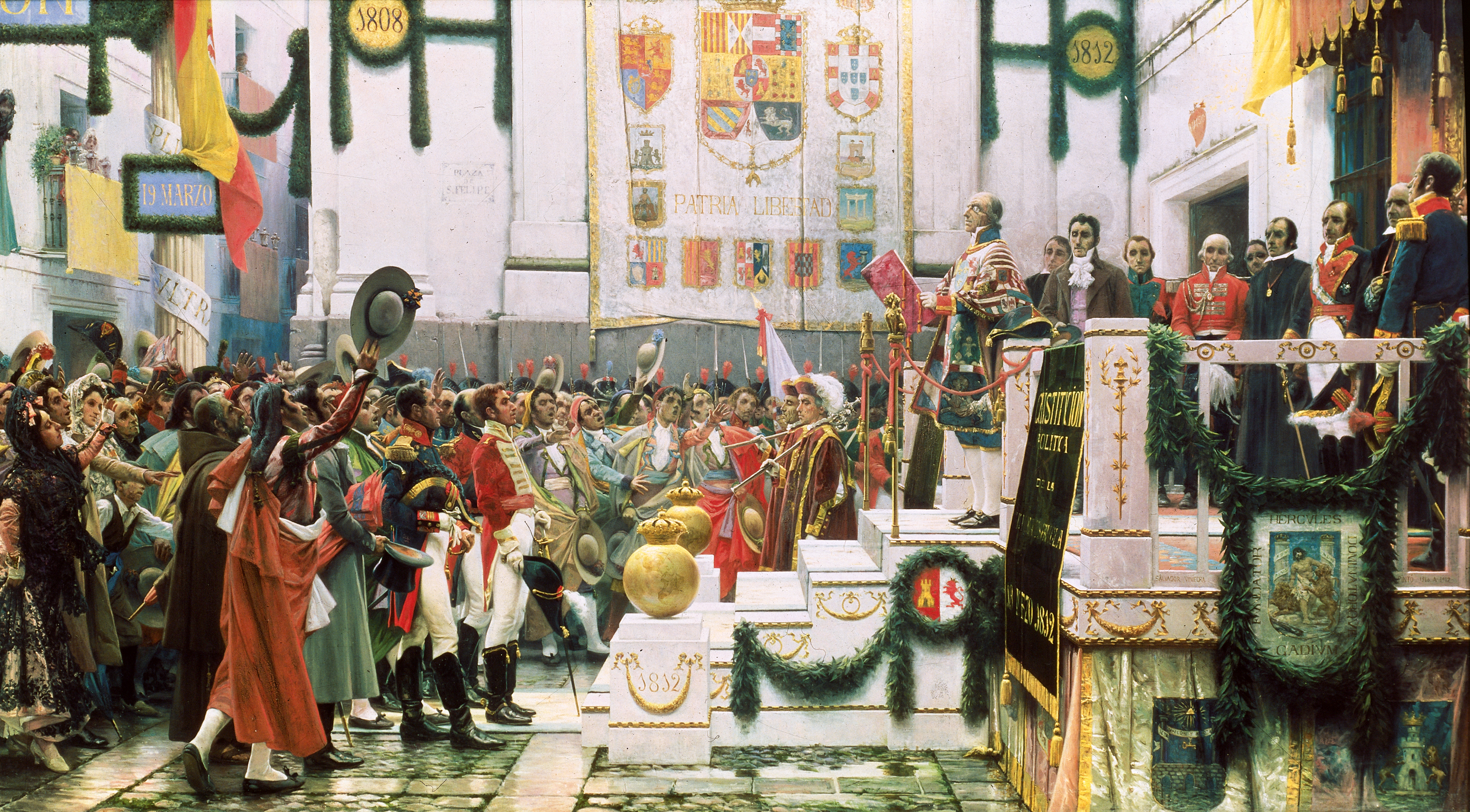
1812: przyjęcie Konstytucji z Kadyksu, początek rewolucyjnego liberalizmu

Od czasów napoleońskich przez 7 kolejnych dekad Hiszpania była krajem skrajnie niestabilnym, wstrząsanym następującymi po sobie zamachami stanu, drobnymi ruchawkami, lokalnymi powstaniami, buntami, przewrotami, rewolucjami, interwencjami państw ościennych i wojnami domowymi. Ich bezpośrednią przyczyną mogły być walki frakcyjne w obozie władzy, intrygi pałacowe na dworze królewskim, pretoriańskie ambicje armii, napięcia społeczne, kwestie dynastyczne czy spory partyjne. Jednak wspólnym mianownikiem był dla nich konflikt wokół nowych trendów, zdobywających popularność w Hiszpanii, a wywodzących się z rewolucji francuskiej. Były to: kapitalistyczne stosunki w gospodarce, sięganie przez burżuazję po czołową rolę społeczną oraz liberalizm jako dominująca ideologia, wymierzona przeciw pozycji Kościoła Katolickiego, a częściowo przeciw samej religii. W postępującej serii przewrotów i kontr-przewrotów wprowadzano reformy, by potem je ograniczać lub cofać, niemniej zmiany cały czas stopniowo postępowały. Doszło do paradoksu: o ile społeczeństwo hiszpańskie należało do najbardziej zacofanych w Europie, to forsowane przez klasę polityczną rozwiązania wzorowane były na krajach najbardziej zaawansowanych, takich jak Francja.

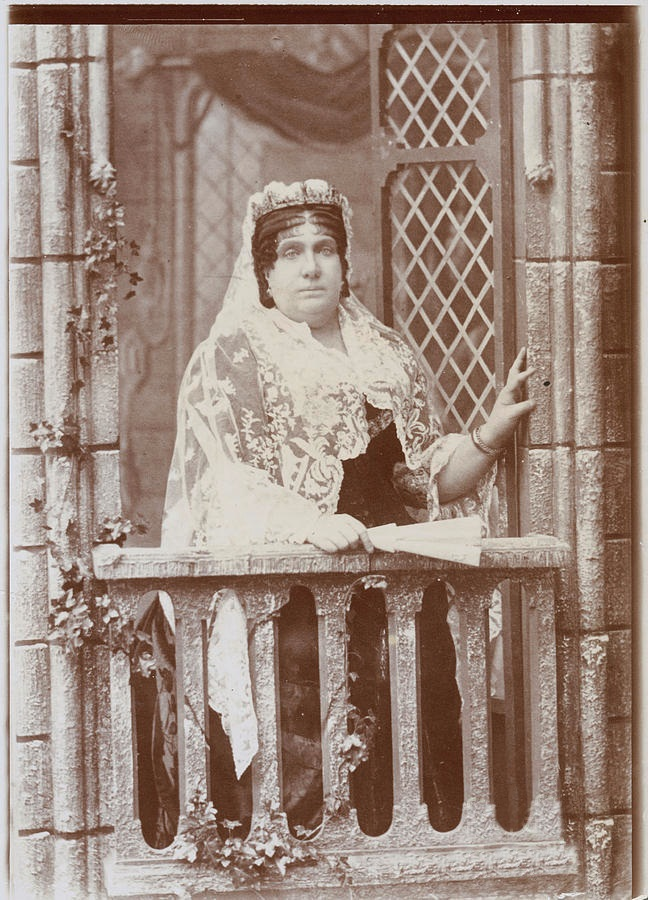
Izabela II na wygnaniu, ok. 1870

Od połowy lat 50. w Hiszpanii doszło do pewnej stabilizacji politycznej, osiągniętej dzięki sojuszowi centrowego skrzydła konserwatystów oraz umiarkowanych liberałów. Jednak od początku lat 60. formuła ta zaczęła się wyczerpywać. Upadek rządów koalicyjnej Unii Liberalnej otworzył nowy okres zamętu, tym razem coraz bardziej skierowanego również przeciw skorumpowanej i niewydolnej monarchii izabelińskiej. W atmosferze narastającego chaosu politycznego wojskowy zamach stanu doprowadził do obalenia królowej Izabeli II (1868), uchwalenia radykalnie postępowej konstytucji (1869) i koronacji nowego króla, wywodzącego się z dynastii sabaudzkiej Amadeusza I (1870). Jednak zamiast zatrzymać się, destabilizacja polityczna kraju przyspieszyła. Żadne z coraz bardziej sekciarskich i poddanych coraz większej fragmentacji ugrupowań nie miało przewagi w parlamencie, nowy i pozbawiony własnego zaplecza politycznego król został zmarginalizowany, generałowie ponownie przystąpili do spisków, wybuchały lokalne republikańskie powstania i zamieszki społeczne, zaczęła organizować się radykalna insurekcyjna lewica. Wydawało się, że rząd systematycznie traci kontrolę nad sytuacją, a kraj pogrąża się w coraz większej anarchii. Postępujące załamanie państwa postanowili wykorzystać w walce o władzę karliści.

## Karlizm

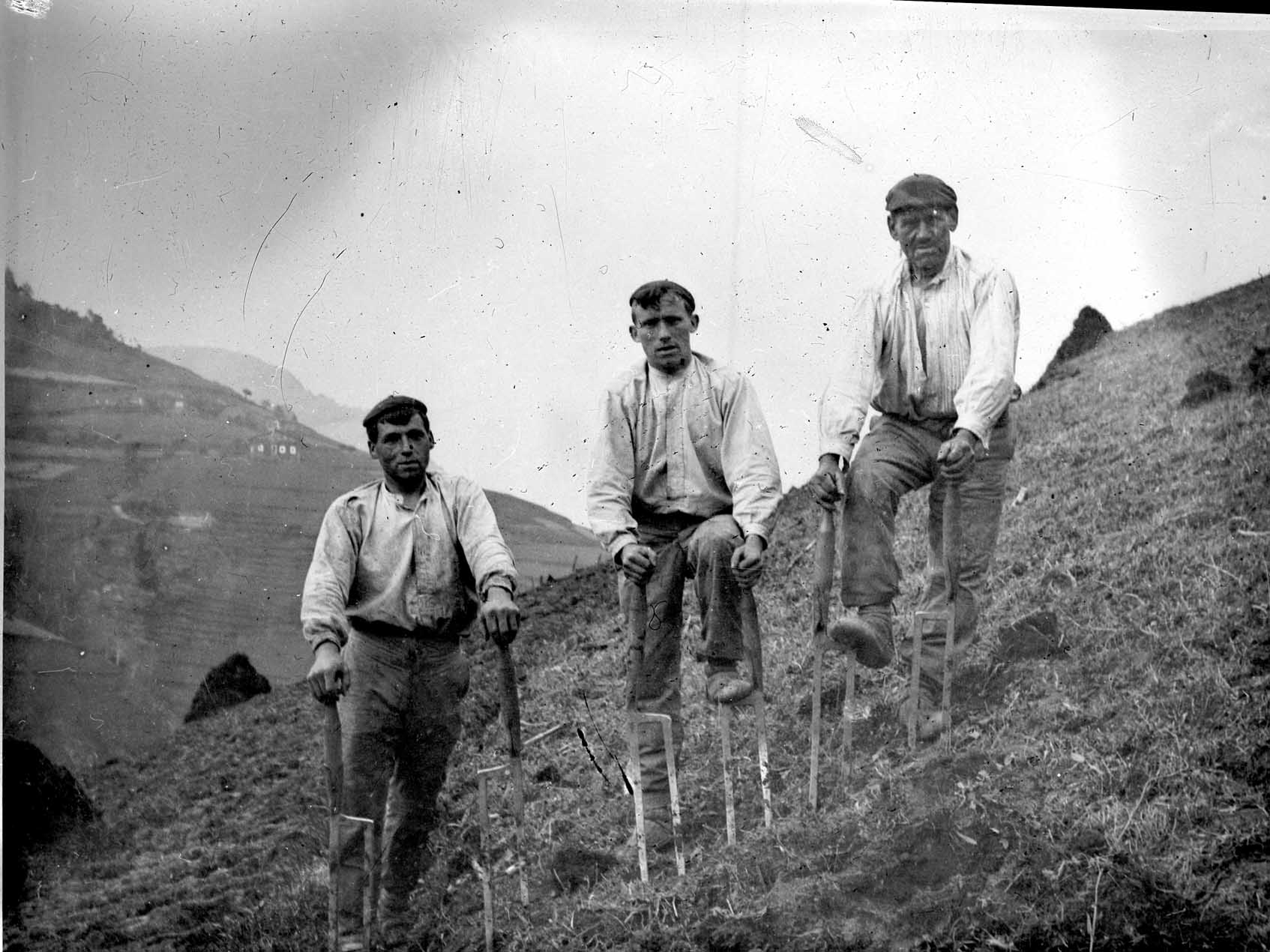
chłopi baskijscy

Od lat 30. XIX wieku jednym z największych zagrożeń dla liberalnej demokracji w Hiszpanii był karlizm. Bezpośrednim powodem powstania tego pierwszego w Hiszpanii masowego ruchu społeczno-politycznego był spór o sukcesję do tronu między dwoma gałęziami Burbonów, jednak przyczyną jego popularności były kwestie społeczne i religijne. Jako skrajna siła kontr-rewolucyjna karlizm sprzeciwiał się nowym, opartym na pieniądzu stosunkom w gospodarce rolnej. Opowiadał się za zachowaniem struktur przedkapitalistycznych, ufundowanych na zwyczajowych formach zależności oraz na wspólnotowych formach gospodarowania. Ponieważ tradycyjnym uczestnikiem takiej formuły był Kościół, jeden z największych właścicieli ziemskich w kraju, karlizm występował w obronie jego pozycji; jako ruch bezkompromisowo religijny, sprzeciwiał się też innym przejawom sekularyzacji życia publicznego, traktując je jako zamach na hiszpańską tożsamość. Karlizm zwalczał również próby homogenizacji ustrojowej Hiszpanii i występował w obronie tradycyjnych odrębności regionalnych. Jego bazą społeczną było średnie chłopstwo, przy umiarkowanym poparciu administracji, kleru, armii, ziemiaństwa i miejskiej burżuazji. Jego liderami byli kolejni pretendenci do tronu, a nieformalnymi przywódcami - do końca lat 60. karlizm nie utrzymywał bowiem formalnej struktury organizacyjnej - na ogół lokalni arystokraci, w większości właściciele ziemscy.

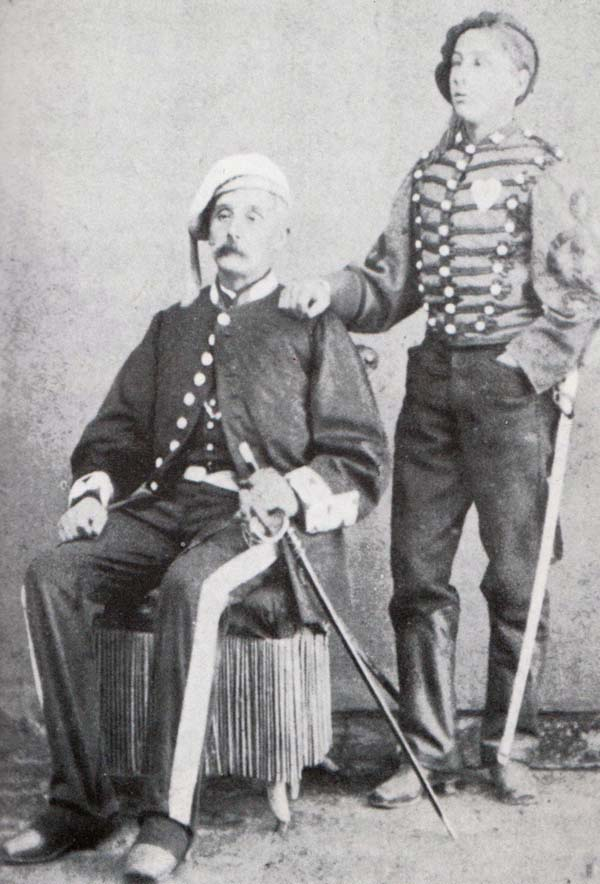
karliści katalońscy

Karlizm kilkakrotnie podejmował próbę przejęcia władzy siłą. Pierwsza i największa taka próba miała miejsce w latach 1833-1840; Pierwsza Wojna Karlistowska zakończyła się zwycięstwem obozu liberalnego. Potem jeszcze kilkakrotnie (1846-1849, 1860), choć na znacznie mniejszą skalę, karliści usiłowali wywołać kolejne lokalne powstania, za każdym razem tłumione przez wojska rządowe. Próby politycznego uczestnictwa w strukturach monarchii nie przynosiły powodzenia; w kortezach karliści stanowili wyraźną mniejszość. Nowy impuls dał im upadek Izabeli II i zapaść państwa; znaczenie miało też objęcie pretensji do tronu (1868) przez młodego, dynamicznego karlistowskiego pretendenta, występującego jako Karol VII. Latem 1869 w wielu miejscach wybuchły spontaniczne powstania, dość łatwo stłumione przez wojsko. W wyborach 1871 karliści zdobyli rekordową liczbę ponad 50 mandatów w parlamencie, a wokół nich zaczął powstawać ultraprawicowy amalgamat. W tym okresie ich przygotowania do powstania były już w pełnym toku; pretendent utworzył sztab generalny i mianował dowódców lokalnych, trwała zbiórka funduszy oraz zakup uzbrojenia. Nowa seria ruchawek miała miejsca latem 1871 na północy kraju. Datę ogólnokrajowego wystąpienia sztab karlistów ustalił na 21. kwietnia 1872.

## Porównanie stron

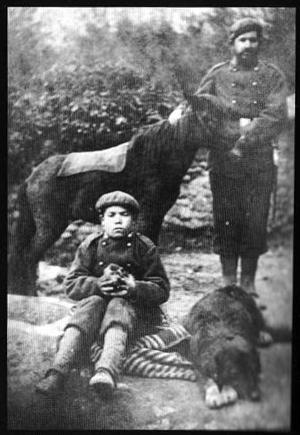
powstańcy z Nawarry

Karliści początkowo nie dysponowali regularną armią; ich siły składały się z maksymalnie kilkusetosobowych grup partyzanckich. Ponieważ rekrutowały się one z miejscowych chłopów, ich atutem była znajomość górzystego terenu i wsparcie ludności; z drugiej strony, były to siły kiepsko uzbrojone, słabo wyszkolone i pozbawione tak podoficerów, jak kompetentnych dowódców. Z czasem formacje skonsolidowano w większe, podległe wojskowej dyscyplinie i dowodzone przez zawodowych oficerów regularne oddziały. Gdy karliści trwale opanowali znaczną część Baskonii i Nawarry (około 5% populacji kraju), na zajętych terenach zbudowali własne struktury państwowe, prowadząc także przymusową rekrutację do regularnej armii. Umundurowana i w miarę możliwości wyekwipowana, składała się głównie z piechoty i mniejszych jednostek kawalerii. Dzięki zdobyczom wojennym oraz działalności własnych agentów we Francji stworzyli też korpus artyleryjski. Początkowo dysponując kilkunastu tysiącami ochotników, w szczytowym okresie karliści mieli na terenie całej Hiszpanii maksymalnie 100 tysięcy ludzi pod bronią, głównie na terenie baskijsko-nawarskim oraz w Katalonii i Lewancie. Choć przywództwo Karola VII nie podlegało dyskusji, wśród karlistowskich dowódców nie brakowało niesnasek i konfliktów.

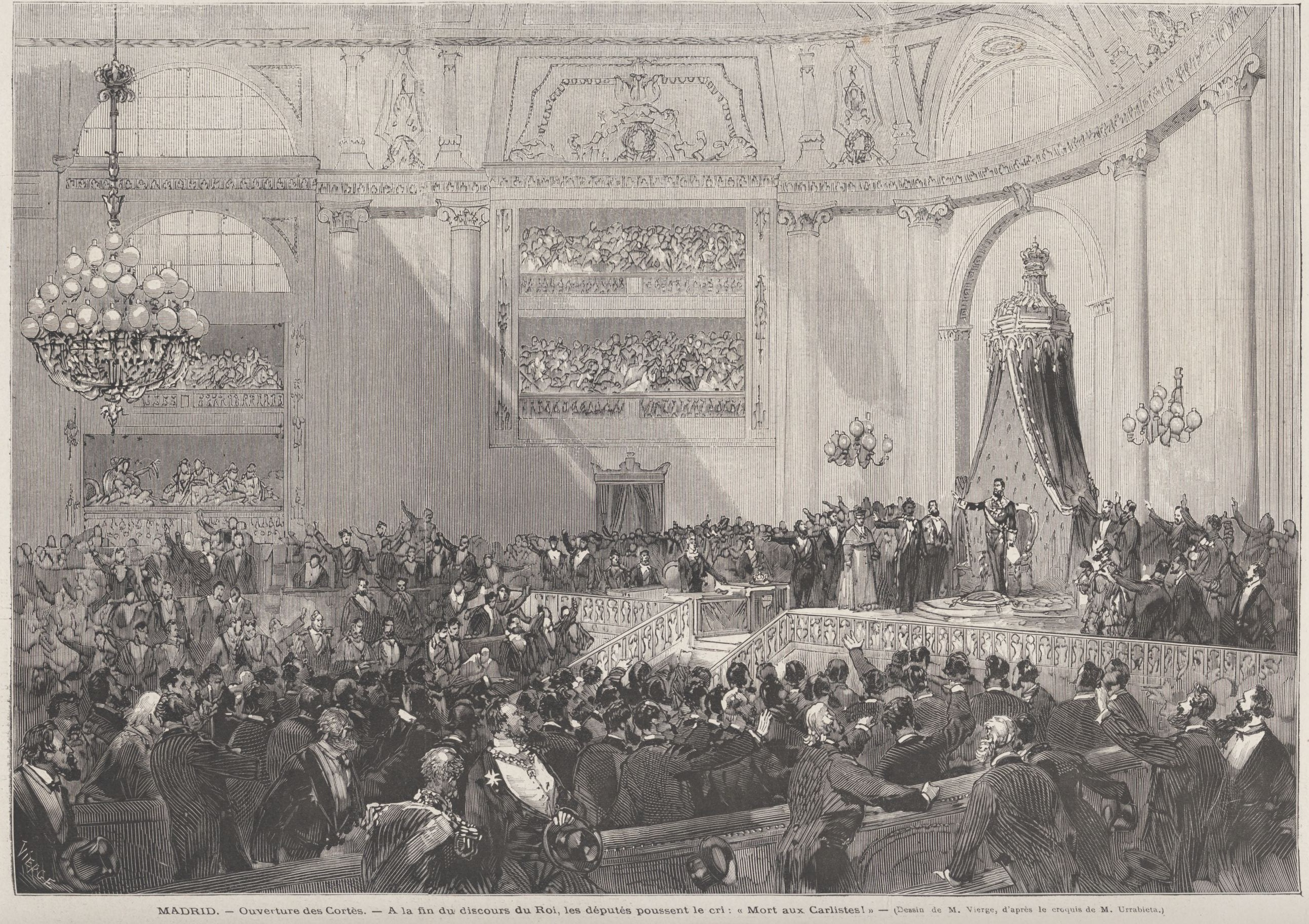
śmierć karlistom! - posiedzenie Kortezów, 11.05.1872

Rząd w Madrycie przez cały okres wojny kontrolował 80-95% terytorium i populacji kraju; od początku miał też do dyspozycji aparat państwowy, włącznie z ponad stutysięczną armią. Ta ostatnia jednak oprócz walki z powstaniem karlistów musiała zmierzyć się także z lewicową rebelią federalistów-kantonalistów. Przez pierwsze lata na wybranych odcinkach rząd mógł skoncentrować przeciw karlistom do 50 tysięcy żołnierzy; w końcowym okresie wojny siły rządowe skierowane przeciw karlistom urosły do około 200 tysięcy. Na ogół były one lepiej uzbrojone i wyszkolone od przeciwnika, choć rządowy rekrut nierzadko wykazywał się morale niższym niż karlistowski ochotnik. Rząd dysponował też nieporównanie większym niż karliści zapleczem, umożliwiającym pobór nowego rekruta, rotację sił, uzupełnienia i finansowanie wojny generalnie. Cieszył się także pełnym poparciem zagranicy; żadna potęga nie była zainteresowana kultywowaniem antyliberalnego hiszpańskiego tradycjonalizmu. Problemem było natomiast rozbicie polityczne obozu władzy, odzwierciedlające się w kolejnych gwałtownych transformacjach ustrojowych; do lutego 1873 rząd w Madrycie reprezentował rewolucyjną monarchię Amadeusza I, potem Republikę, a od grudnia 1874 odrestaurowaną monarchię alfonsyńską.

## Przebieg wojny
W roku 1872 działania karlistów miały charakter wiejskiej partyzantki; dopiero w początkach roku 1873 trwale umocnili się na terenie baskijsko-nawarskim, gdzie utworzyli swoje państwo. W kolejnych latach skutecznie odpierali tu powtarzające się ataki rządowe, choć im samym nie udało się zdobyć broniących się w osamotnieniu większych miast. Na pozostałym obszarze oddziały rebeliantów prowadziły wojnę manewrową, skuteczną zwłaszcza w Katalonii, Aragonii i Lewancie. W początkach roku 1874 wojska karlistów trwale opanowały kilka podpirenejskich powiatów w Katalonii, a kolumny powstańcze zdobyły na kilka dni dwie prowincjonalne stolice, Albacete (styczeń) i Cuencę (lipiec). Był to szczytowy okres powodzenia wojsk Karola VII. W drugiej połowie roku partyzancka ruchawka wygasła całkowicie w centrum i na południu, a w roku 1875 zreorganizowane wojska rządowe skutecznie spacyfikowały Katalonię. W początkach roku 1876 zmasowana ofensywa rządowa doprowadziła do zdobycia przez wojska lojalistów reduty baskijsko-nawarskiej; resztki armii karlistów poddały się, rozproszyły lub wyszły do Francji.

### 1872

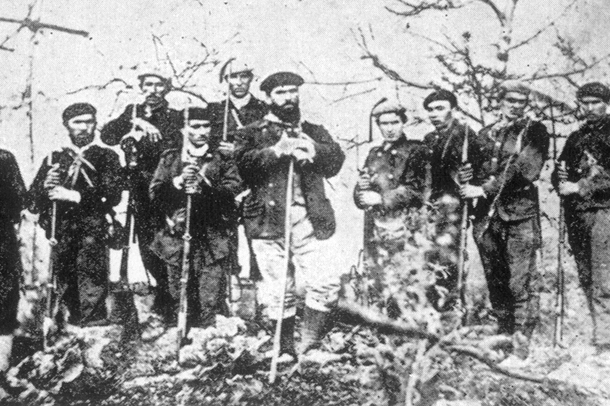
partyzantka karlistowska

Zgodnie z planem sztabu generalnego karlistów pod koniec kwietnia w wielu miejscowościach głównie północnej Hiszpanii niewielkie grupy rebeliantów usiłowały przejąć władzę, na ogół łatwo rozproszone przez siły porządkowe. Jedynie w północno-zachodniej Nawarze karliści opanowali kilka mniejszych miasteczek i część powiatów, gdzie następnie skoncentrowali większość swoich sił. W początkach maja dołączył do nich sam pretendent, który wbrew radzie dowódców swoich wojsk na froncie nawarskim przekroczył w Pirenejach granicę francuską. Podstawowe błędy militarne doprowadziły jednak kilka dni potem do całkowitego rozproszenia około kilkutysięcznych sił powstańców przez niewiele większą, ale profesjonalnie dowodzoną kolumnę rządową pod Oroquieta; zagrożony wzięciem do niewoli Karol VII wrócił do Francji, a rząd madrycki odzyskał kontrolę nad większością straconych uprzednio powiatów.
Różnej wielkości karlistowskie grupy partyzanckie kontynuowały walkę w Baskonii, Nawarze, Aragonii, Katalonii i Lewancie. Stosunkowo niewielkie i mobilne, od lata do późnej jesieni przemierzały one na ogół wiejskie tereny unikając walki z większymi oddziałami i zajmując na krótko wsie i mniejsze miasteczka. Niektóre z nich, jak te dowodzone przez Francisca Savalls, Pascuala Cucala czy Rafaela Tristany były sporym problemem dla sił rządowych. Nie udało im się jednak zająć żadnej ze stolic powiatowych; z drugiej strony, również lojalistom nie udawało się ani rozbić żadnej z tych formacji, ani trwale spacyfikować objętego niepokojami terenu.

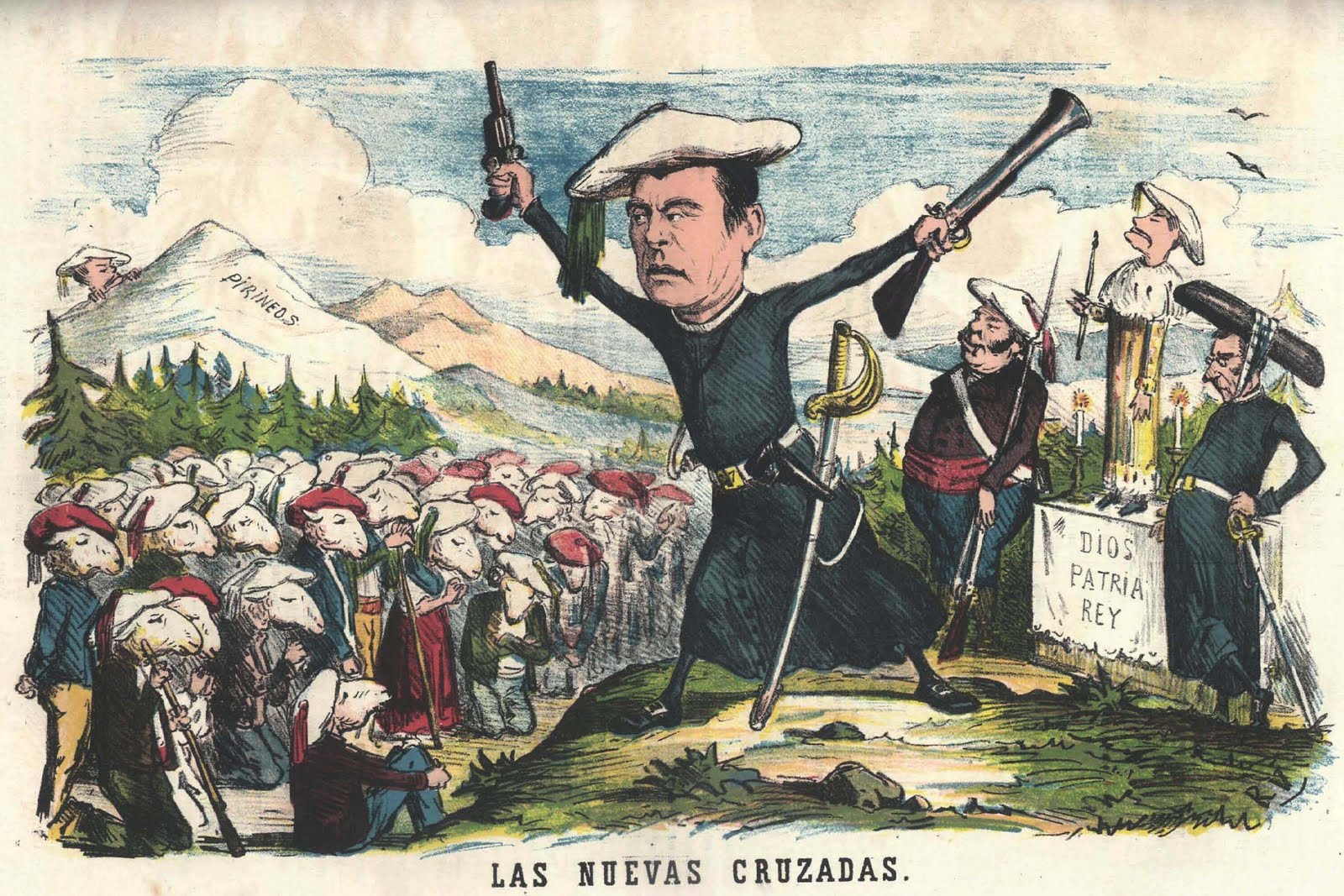
karliści w karykaturze

Pod koniec roku pretendent, rezydujący w południowej Francji, zreorganizował swoje kadry dowódcze i mianował nowy sztab oraz komendantów regionalnych; przez granicę przerzucono też nowe transporty uzbrojenia i wyposażenia. Na połowę grudnia wyznaczono termin nowej skoordynowanej akcji powstańczej; rebelianci dysponowali wówczas ok. 12 tysiącami ludzi, przede wszystkim na terenach podpirenejskich. Zryw ten, ograniczony głównie do północy kraju, nie przyniósł poważniejszych rezultatów poza niewielkim pogranicznym obszarem baskijsko-nawarskim. Wojska rządowe w zasadzie wycofały się tam do większych miast, starając się kontrolować jedynie podstawowe linie komunikacyjne; oddziały rebeliantów umocniły się na pozostałym obszarze.

### 1873

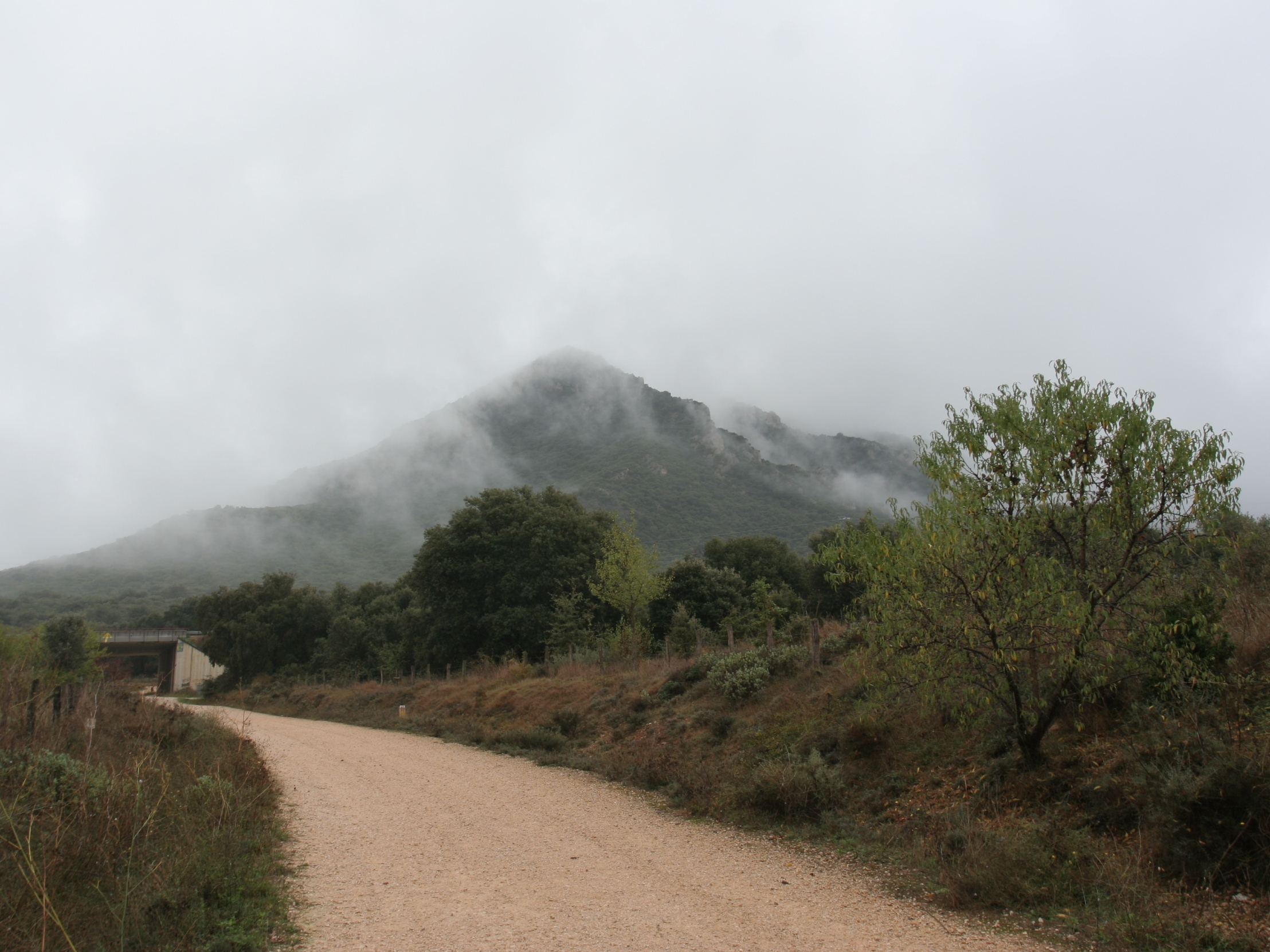
Montejurra

W pierwszym kwartale roku karliści trwale opanowali wschodnią część baskijskiej prowincji Guipúscoa i północno-zachodnią część Nawarry. Wiosną pokonali wojska rządowe w potyczce pod Eraul; w lipcu Karol VII ponownie przekroczył granicę i znalazł się na terytorium Hiszpanii, a w sierpniu jego wojska zajęły powiatowe nawarskie miasto Estella, które stało się odtąd na ponad 2,5 roku ich nieformalną stolicą. W listopadzie powstańcy odparli próbę odbicia Estelli i rozbili wojska rządowe w bitwie pod Montejurra, co zapewniło im swobodę operacyjną na terenach baskijsko-nawarskich.
W Katalonii ruchome kolumny powstańców przejściowo zajęły powiatowe miasta Berga i Igualada oraz w sierpniu pokonały lojalistów w bitwie pod Alpens, ale nie opanowały trwale żadnego terytorium. Na pograniczu aragońsko-lewantyńskim znaczne oddziały kontrolowały odludny górski rejon Maestrazgo. Bardziej na południe pojedyncze „partie” mogły zająć na kilka godzin wieś czy małe miasteczko, ale w obawie przed nieuchronną kontrakcją sił porządkowych musiały wycofać się w pole. Siły rebeliantów urosły do około 35 tysięcy; największe były na północy (Baskonia, Nawarra, Katalonia), po kilka tysięcy działało w środkowym pasie kraju (Lewant, Kastylia), a w prowincjach południowych (Estremadura, Andaluzja, Murcja) liczyły po kilkaset ludzi.

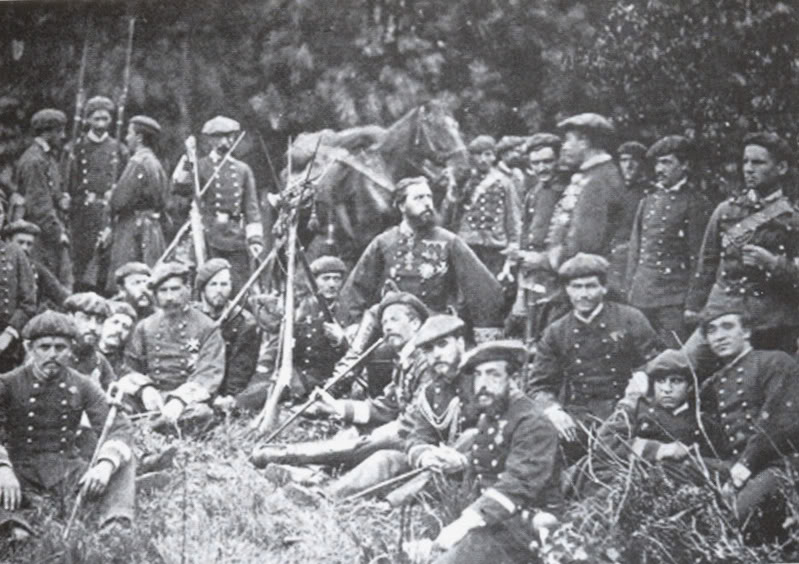
Karol VII ze sztabem, okolica Tolosy

Pod koniec roku karliści byli w stanie skonsolidować władzę i zbudować własne państwo jedynie na pograniczu baskijsko-nawarskim. Stworzyli tam regularną administrację rządową włącznie z poszczególnymi ministerstwami, wprowadzili własną legislację, tworzyli administrację lokalną i samorządową, budowali system sądowniczy, egzekwowali powinności fiskalne, przeprowadzili pobór rekruta, a nawet utworzyli własne szkolnictwo wyższe. Rząd w Madrycie w tym czasie pogrążony był w coraz większym kryzysie; w lutym monarchia Amadeusza I została zastąpiona przez republikę, w której karuzela zmieniających się władz (4 prezydentów i 5 wyborów do parlamentu w ciągu niecałych 2 lat) znaczyła dalszą atrofię władzy.

### 1874

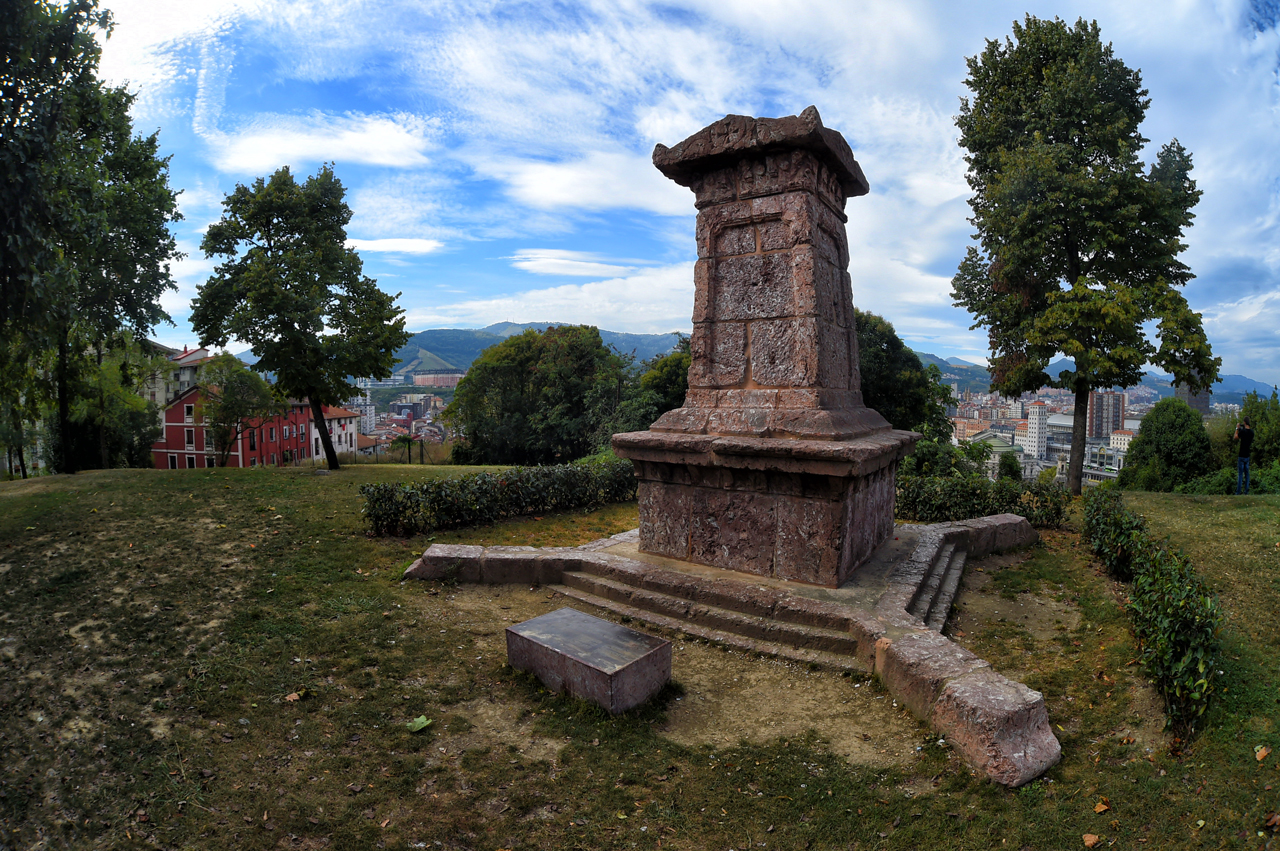
Bilbao; dotąd dotarli karliści

Od początku roku karliści skoncentrowali swoje wysiłki na zajęciu tych większych miast na terenie baskijsko-nawarskim, które dotąd opierały się ich atakom. W lutym i marcu udało im się odeprzeć zmierzające do odblokowania Bilbao siły rządowe pod Somorrostro, jednak w kwietniu kolejna bitwa zmusiła ich do odstąpienia; podobnie jak 30 lat wcześniej i odmiennie niż 63 lata później, załoga miasta święciła triumf; tak samo zakończy się prowadzone do grudnia tego roku oblężenie Pampeluny. Jednak w lipcu karliści zwyciężyli w bitwie pod Abarzuza, zadając fiasko kolejnym rządowym próbom likwidacji ich państwa w Nawarze i Baskonii.
Od wiosny powstańcy osiągnęli umiarkowane sukcesy w Katalonii, gdzie trwale opanowali podpirenejskie powiaty Olot i Seu d’Urgell. Ruchome kolumny rebeliantów zaczęły działać agresywniej także na południe od Ebro. W lipcu podjęły nieskuteczną próbę zdobycia prowincjonalnej aragońskiej stolicy Teruel i tego samego miesiąca niespodziewanie zdobyły inną stolicę, znajdującą się na dalekim zapleczu kastylijską Cuencę; w obawie przed kontrofensywą lojalistów wkrótce karliści opuścili miasto. Był to drugi i ostatni w tej wojnie przypadek zdobycia przez powstańców stolicy prowincji; pierwszy zdarzył się w styczniu 1874, kiedy odosobniona lewantyńska kolumna generała José Santés na kilka dni zajęła Albacete.

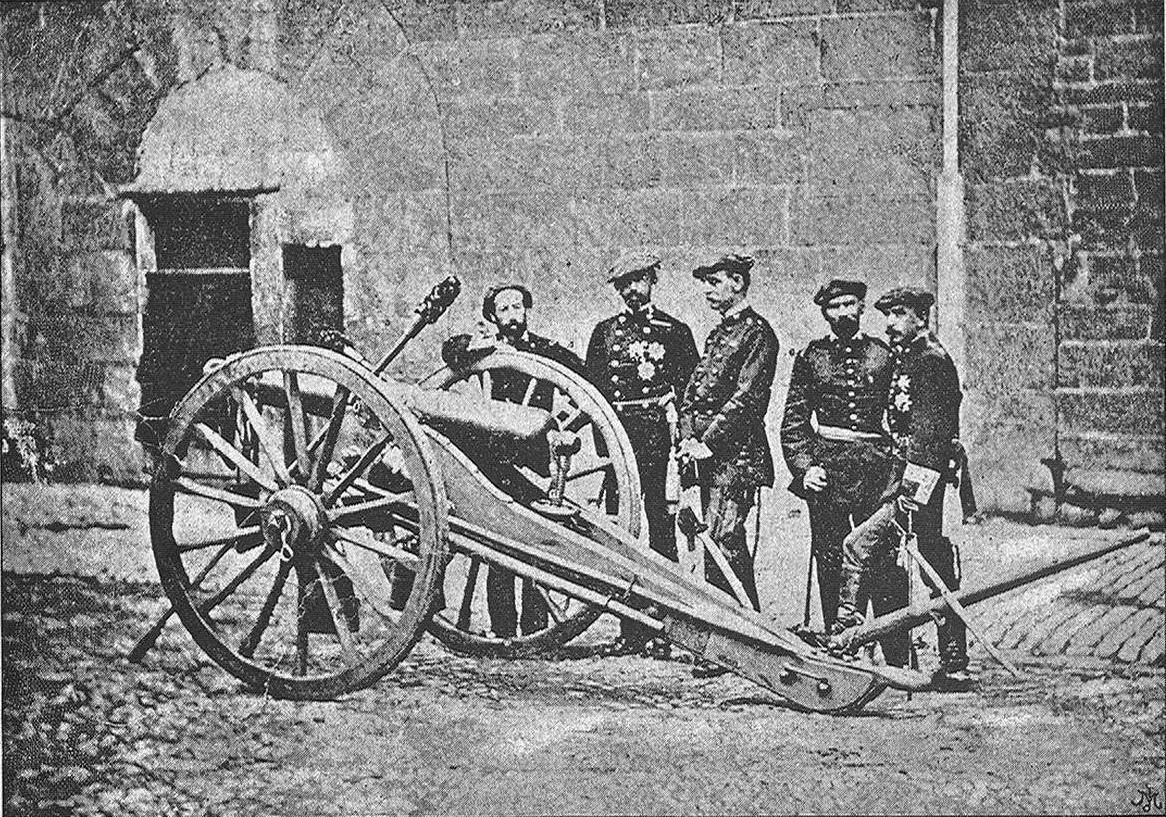
artyleria rebeliantów

Połowa roku 1874 znaczy największe sukcesy karlistów; mieli oni pod bronią do 100 tysięcy ludzi, podczas gdy Republika mogła skierować przeciw nim około 150 tysięcy żołnierzy. W tym samym okresie rząd madrycki przechodzi okres największego kryzysu; republika pogrąża się w całkowitym chaosie wewnętrznym i wśród sekciarskich walk frakcyjnych wydaje się, że grozi jej całkowite załamanie. Kres temu kryzysowi przynosi grudniowy zamach stanu generała Martíneza Campos, który restytuuje monarchię burbońską z młodocianym królem Alfonsem XII. Od tej chwili podlegająca dramatycznym zwrotom sytuacja rządu w Madrycie zaczyna się stabilizować; żywioły radykalnie lewicowe zostają zmarginalizowane a władza dostaje się w ręce grup umiarkowanych, co przyciąga do obozu rządowego warstwy centrowo-konserwatywne.

### 1875

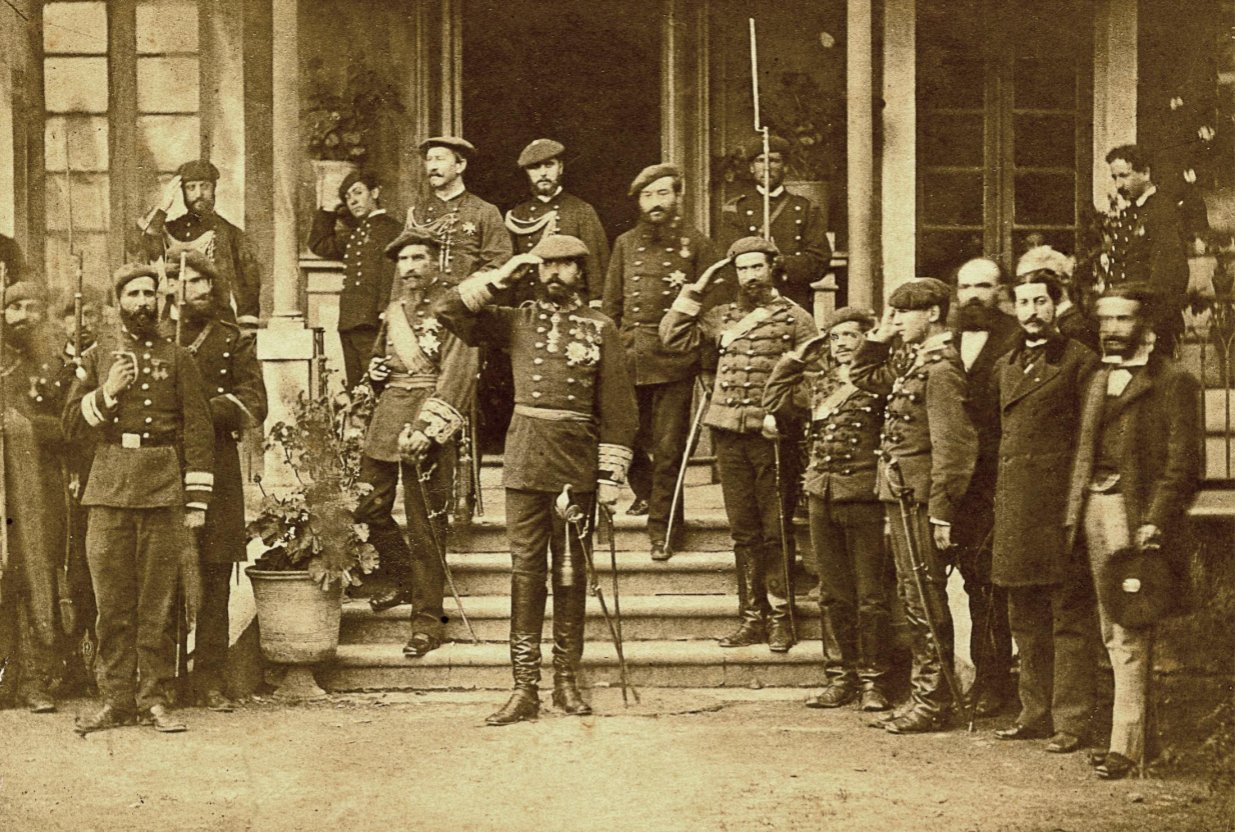
Karol VII na inspekcji

W początkach roku nowy królewski rząd w Madrycie przeprowadził szereg reform wewnętrznych oraz zreorganizował i wzmocnił armię, skierowując na front anty-karlistowski nowe siły. Jednak w lutym młody król Alfons XII omal nie dostał się do niewoli kiedy prowadzone przez niego osobiście wojska poniosły klęskę w bitwie pod Lacár, podczas kolejnej nieudanej próby rozbicia karlistowskiej reduty na obszarze Nawarry i Baskonii. Wydawało się, że Karol VII może triumfować, jednak wojna zaczęła przybierać niekorzystny dla powstańców obrót w Katalonii. Wiosną i latem siły rządowe odbiły tam znajdujące się od roku w posiadaniu rebeliantów powiaty podpirenejskie; seria kolejnych akcji przyniosła zupełną pacyfikację regionu i w listopadzie prowincje katalońskie znalazły się całkowicie pod kontrolą rządową. Ruchawka wygasła też w prowincjach na południe od Ebro i Sierra de Guadarrama.

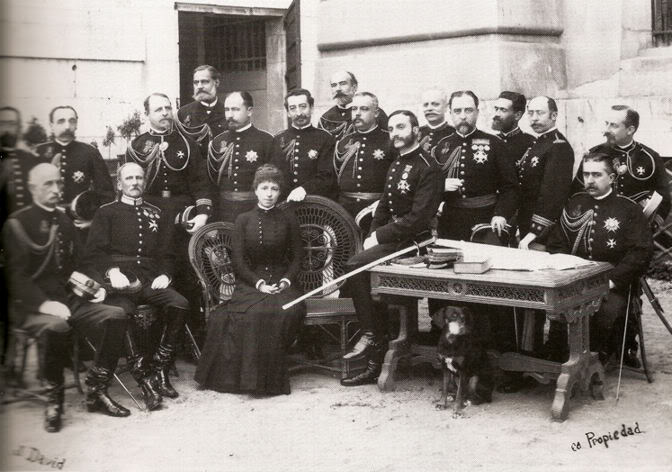
Alfons XII ze sztabem

W drugiej połowie roku Nawarra i Baskonia były jedynym terytorium trwale kontrolowanym przez karlistów. Prowadzili oni oblężenia przeciw broniącym się od dwu lat centrom oporu lojalistów, jak San Sebastián, Irún czy Hernani, jednak sami znajdowali się pod postępującą od południa presją wojsk rządowych. Również państwo karlistów znalazło się w stanie implozji; mimo drakońskiej polityki fiskalnej oraz rekwizycji i ekspropriacji zasoby niewielkiego terytorium zaczęły się wyczerpywać, tak w planie finansowym jak społecznym i politycznym. W szeregach wojsk powstańczych oprócz permanentnych braków uzbrojenia i wyposażenia szerzył się defetyzm, coraz częstsze były przypadki załamywania się dyscypliny i dezercji. Po trzech latach walk karlistowscy ochotnicy, na ogół oderwani od pługa i wołu, zaczęli wątpić czy dalsza walka w imię prawowitego króla i Matki Boskiej jest warta upadku ich pozbawionych rąk do pracy rodzinnych gospodarstw.

### 1876

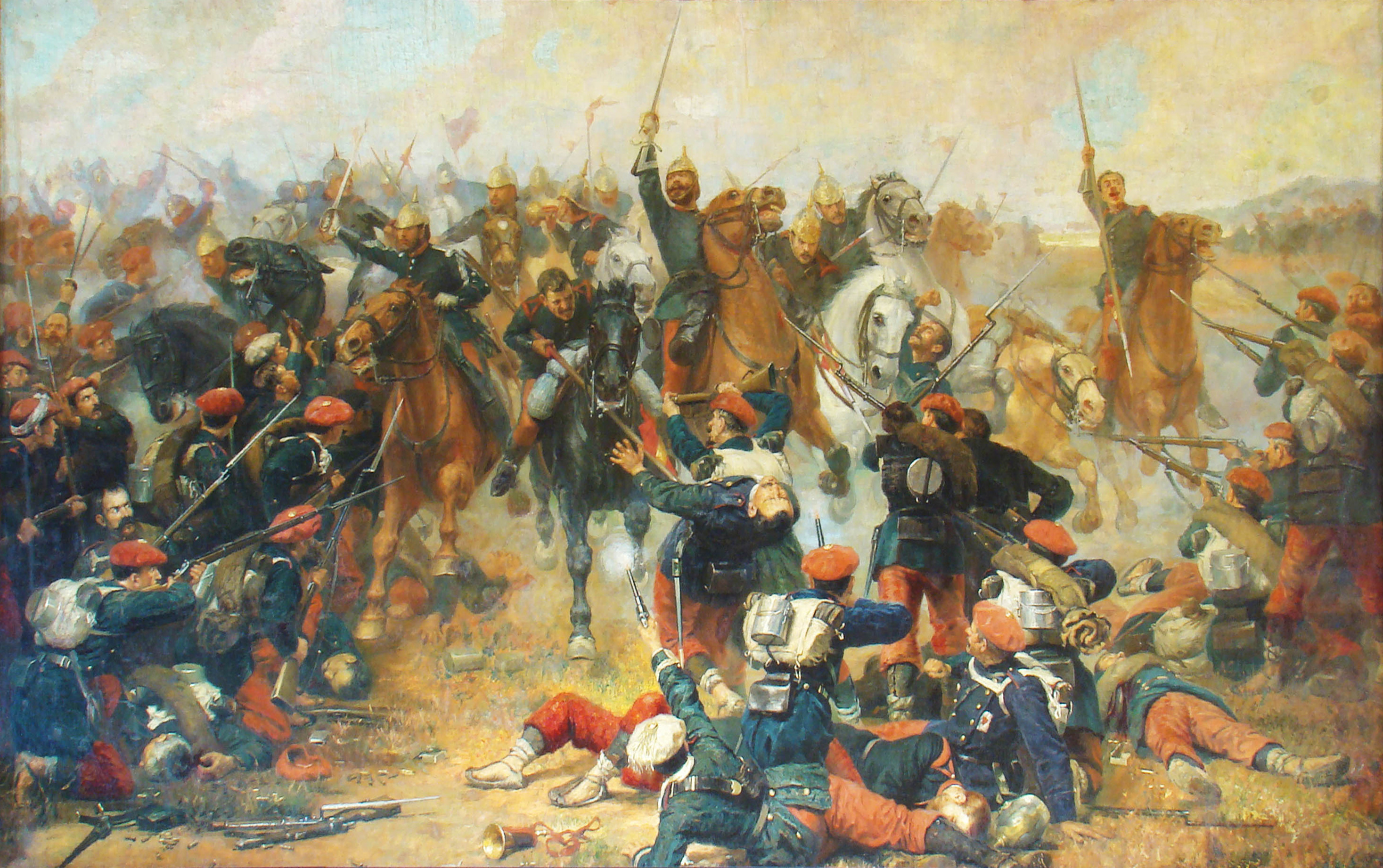
szarża kawalerii rządowej

W początkach roku siły rządowe osiągnęły przygniatającą przewagę liczebną; przeciw karlistom stanęło ponad 150 tysięcy piechoty, 5 tysięcy kawalerii i około 500 dział, podczas gry powstańcy mieli do dyspozycji 33 tysiące piechoty, 1,7 tysiąca kawalerii i 100 dział. W styczniu wojska rządowe rozpoczęły wielką, przeprowadzoną na całej długości frontu i dobrze przygotowaną ofensywę na linie karlistów w prowincjach Vizcaya, Alava, Guipúscoa i Navarra. Co prawda posuwające się od zachodu przez prowincje baskijskie kolumny generałów Moriones i Morales de los Rios w końcu miesiąca zatrzymały się w wyniku ostatniej w tej wojnie porażki wojsk rządowych w bitwie o Mendizorrotz, ale posuwające się od południa przez Nawarrę kolumny generała Martineza Campos zdobywały kolejne powiaty. W połowie lutego padła Estella, od sierpnia 1873 nieformalna stolica powstańczego państwa. W części zdemoralizowane oddziały rebeliantów zaczęły się cofać, czasem w sposób nieskoordynowany i graniczący z paniką; zdarzały się przypadki walk między oddziałami chcącymi się poddać a oddziałami zamierzającymi kontynuować walkę.

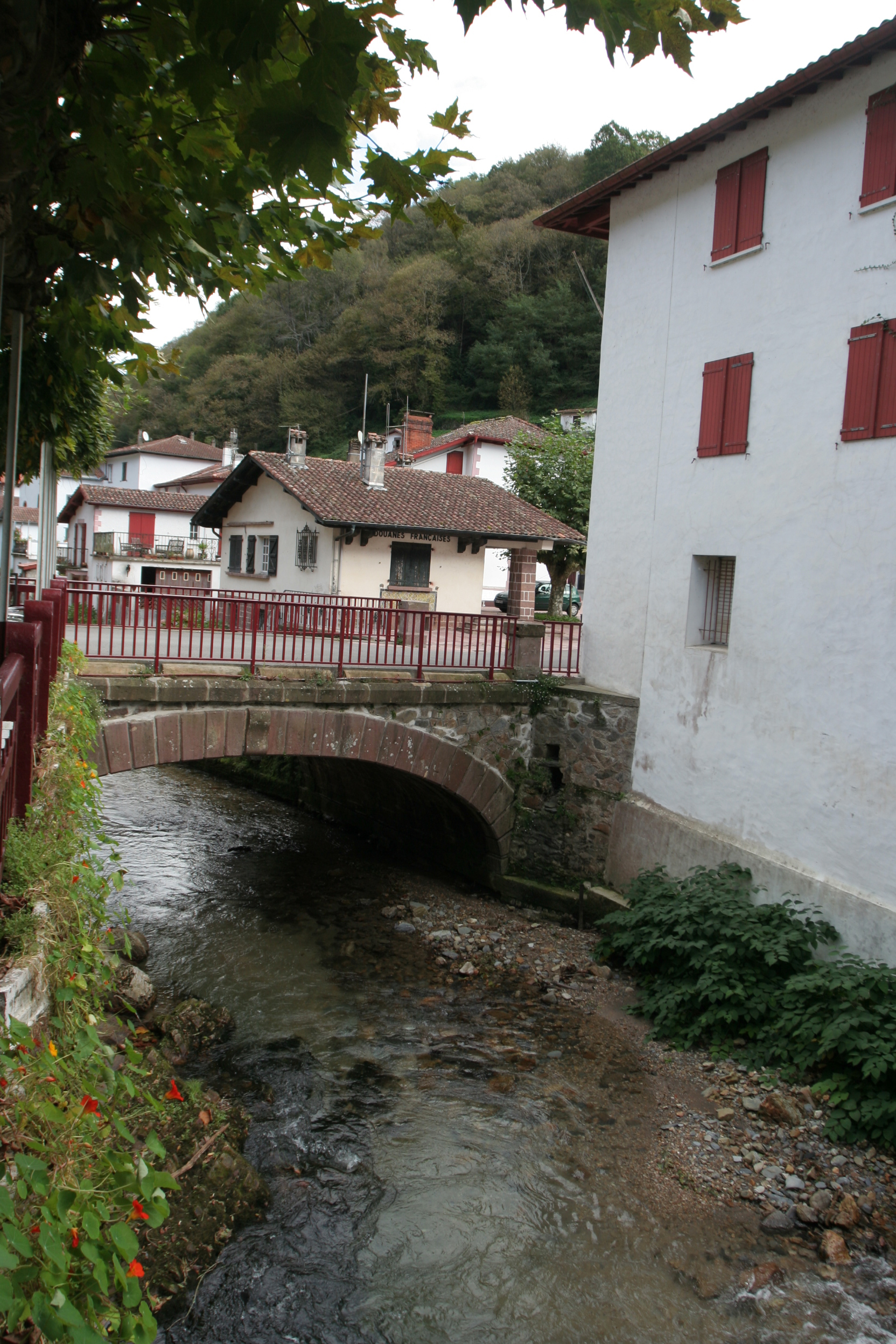
most w Valcarlos

Karol VII usiłował zapobiec klęsce podczas narady sztabu w Beasain, dokonując zmian na dowódczych stanowiskach w swojej armii. Nie przyniosły one żadnych skutków; siły karlistów liczyły wtedy jeszcze kilkanaście tysięcy ludzi. Ostatniego dnia lutego w Valcarlos pretendent przekroczył granicę francuską. Wraz z nim do Francji przeszło około 15 tysięcy pokonanych powstańców; choć pretendent na granicznym moście wielkim głosem zapowiedział, że „wrócę!”, jego zrozpaczeni oficerowie łamali szable, a żołnierze rzucali do rzeki zamki karabinów. W ciągu kilku dni ostatnie pozostające pod bronią oddziały rebeliantów poddały się lub rozproszyły; zwycięskie oddziały rządowe dyslokowano w miejscowych garnizonach, by zapobiec ewentualnemu odrodzeniu się rebelii.

## Skutki

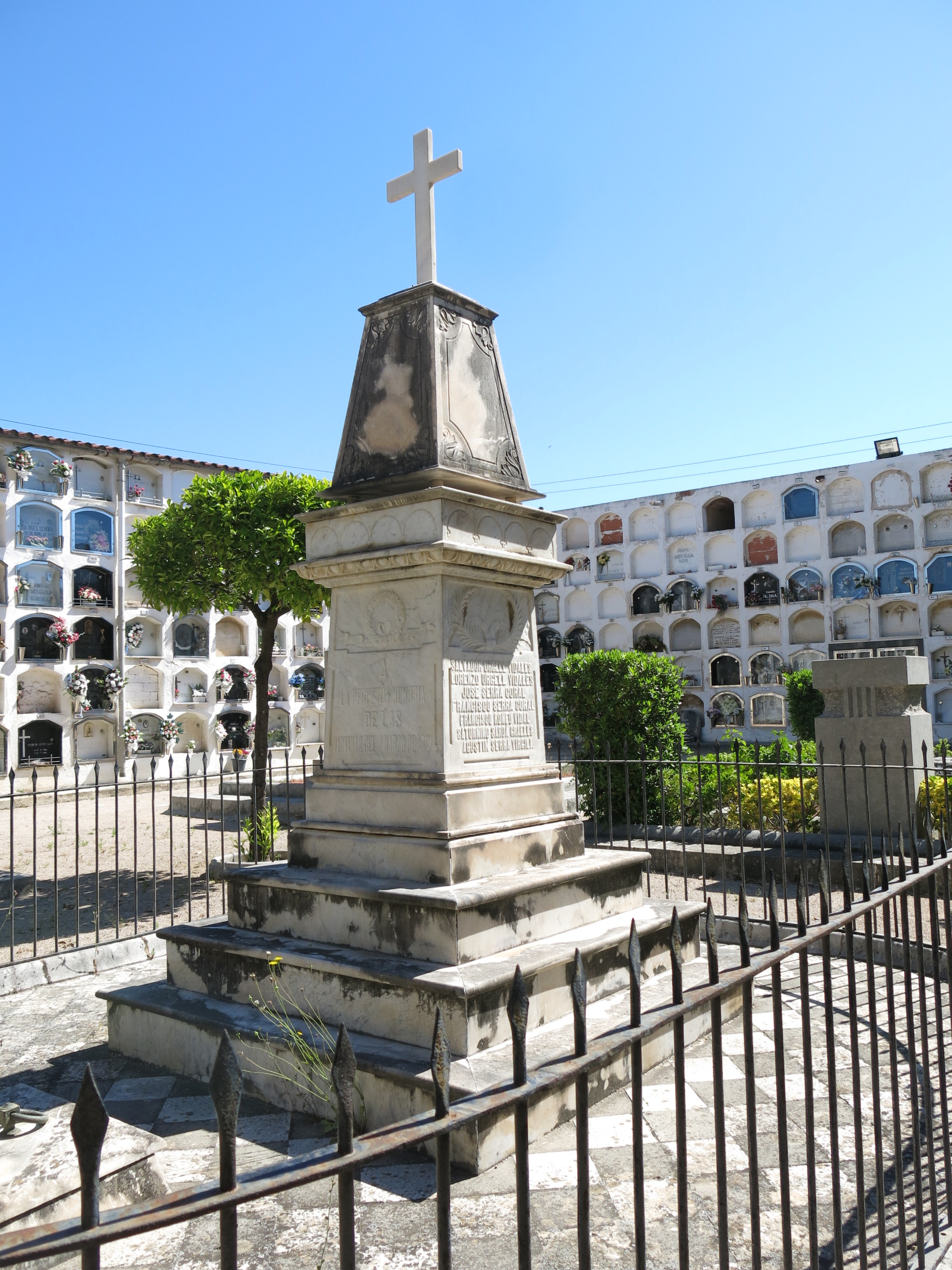
Katalonia, pomnik poległym w wojnie

W odróżnieniu od pierwszej wojny karlistowskiej, która była dla Hiszpanii gigantyczną katastrofą demograficzną, Trzecia Wojna przyniosła znacznie mniejsze straty; toczona była wyraźnie mniejszymi siłami i na stosunkowo niewielkim terytorium. Najwyższe i niekoniecznie wiarygodne szacunki mówią o 50 tysiącach śmiertelnych ofiar wojny, głównie po stronie powstańców. Straty materialne ograniczyły się do całkowitego wybicia na niektórych terenach stad hodowlanych, zniszczeń upraw, niewielkiej liczby spalonych wsi oraz skutków ostrzału artyleryjskiego w obleganych przez karlistów miastach. Wojna spustoszyła skarb państwa, ale dość szybko budżet osiągnął względną równowagę. Nie stosowano represji karnych wobec pokonanych; wywłaszczenia zdarzały się rzadko a rebeliantom umożliwiono ponowne wstąpienie do wojska, choć w urzędach przeprowadzono umiarkowaną antykarlistowską czystkę.
Podstawowym skutkiem politycznym wojny było umocnienie się odrestaurowanej monarchii alfonsyńskiej; stworzony na jej potrzeby system władzy miał po raz pierwszy w dziewiętnastowiecznej Hiszpanii okazać się stabilny i przetrwać 47 lat. Klęska przyniosła redukcję karlizmu do roli drugorzędnej siły politycznej; aczkolwiek przetrwał on powojenny kryzys i z czasem odrodził się, w przyszłości nie będzie on już w stanie samodzielnie zagrozić stabilności reżimu. Częściowo w ramach represji a częściowo jako element modernizacji kraju na terenach Baskonii i w mniejszym stopniu Nawarry zlikwidowano większość odrębności ustrojowych, de facto znosząc istniejącą do tego czasu autonomię; powrót do formuły autonomicznej stanie się wkrótce sztandarowym hasłem rodzącego się nacjonalizmu baskijskiego.

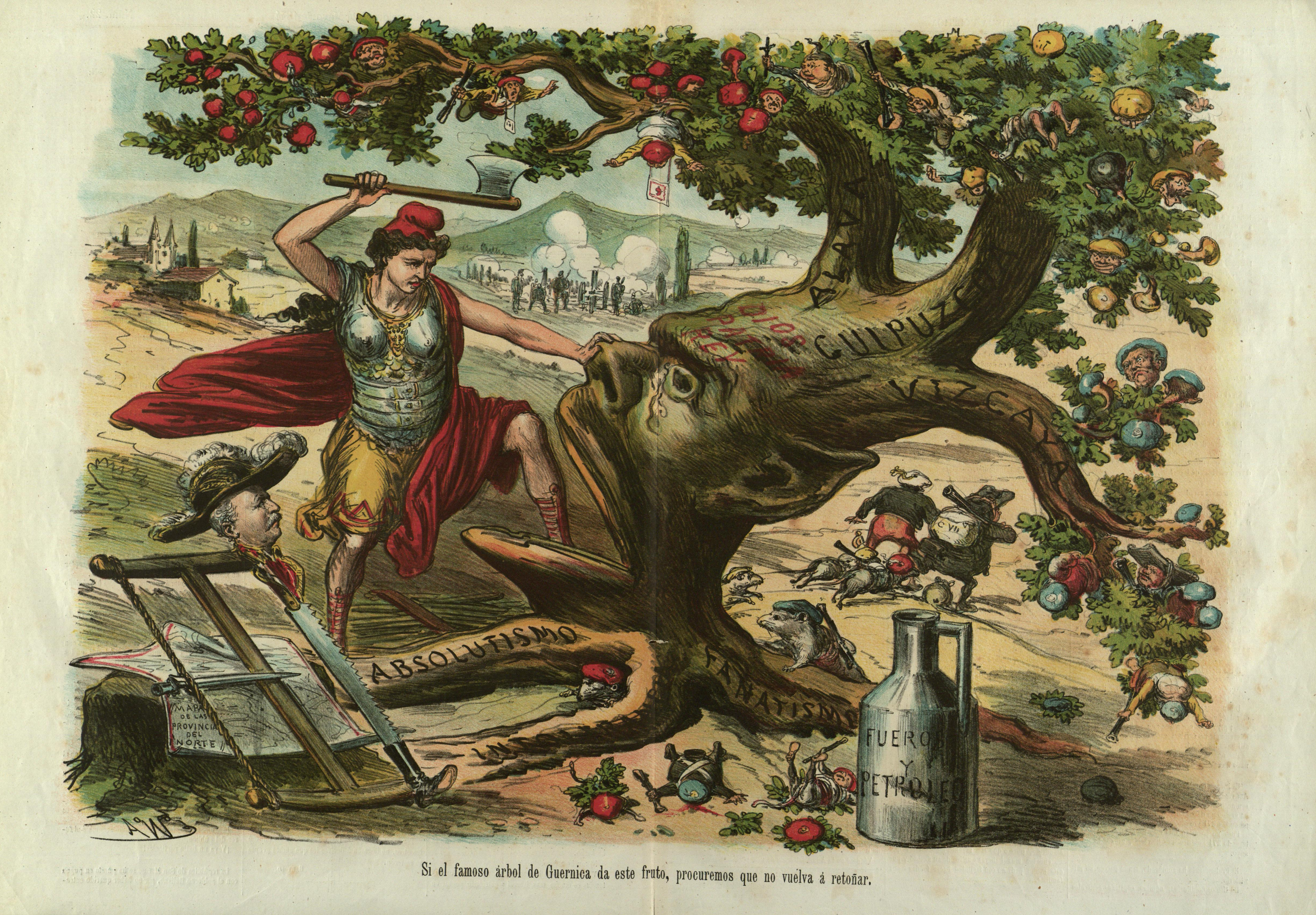
likwidacja baskijskiej irredenty

Wojna była ostatnią poważną próbą powstrzymania kapitalistycznych przemian na terenie Hiszpanii. Karlistom nie udało się wprowadzić ram ustrojowych odtwarzających elementy społeczeństwa stanowego; zamiast niego Restauracja oparła się na określonej przez cenzus majątkowy demokracji liberalnej. Nie udało im się też odwrócić zmian w gospodarce rolnej; przejęcie znacznej części pokościelnych gruntów przez klasę średnią z czasem doprowadzi w wielu regionach kraju do ogromnej dysproporcji w stosunkach własnościowych. Wreszcie, kombinacja klientelistycznego systemu politycznego i zależnej od państwa burżuazji wytworzy specyficzny typ kapitalizmu; będzie on promował nie tyle konkurencję i wolny rynek, ile gospodarcze oligarchie, funkcjonujące na zroście państwa i gospodarki.

## W historiografii i kulturze

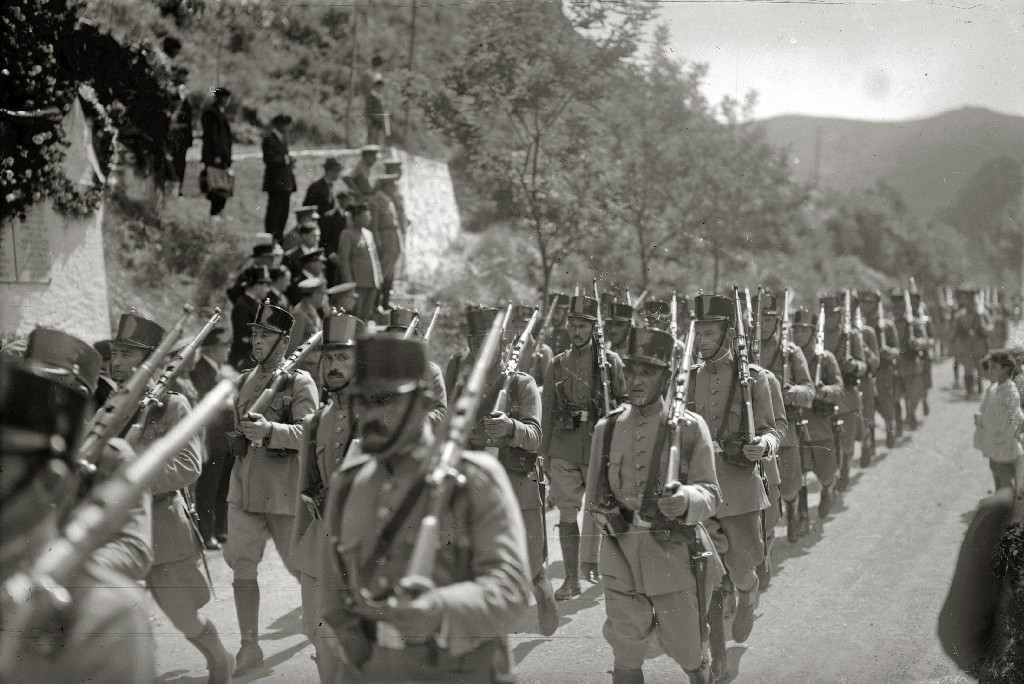
uroczystość ku czci ofiar karlistowskich egzekucji, lata 20.

Od schyłku XIX wieku w przeważającej części historiografii hiszpańskiej ugruntował się obraz wojny jako starcia sił reakcji i postępu. W tym ujęciu karlizm reprezentował koncepcję polityczną opartą na reliktach postfeudalnych, takich jak silna władza monarsza, społeczne podziały stanowe, heterogeniczny ustrój kraju i centralna rola religii katolickiej. W wersji uproszczonej, obecnej w mediach i kulturze, rebelianci składali się z fanatycznych, prymitywnych i okrutnych chłopów, poddanych indoktrynacji kleru. W tym ujęciu obóz rządowy reprezentował siły modernizacyjne, ożywione duchem postępu i wolności. Z kolei w zmarginalizowanej narracji karlistowskiej wojna toczona była w imię obrony patriotycznej tradycji, świętej religii katolickiej i legalności władzy, którą uosabiał pretendent; obóz rządowy reprezentował importowaną z zagranicy doktrynę liberalną, nie dość, że niesprawiedliwą to jeszcze niefunkcjonalną, a do tego bezbożną w wymiarze moralnym.
Wizja wojny jako starcia sił wstecznych i modernizacyjnych dominowała przez ponad pół wieku, chociaż pewne mniej jednoznaczne elementy wprowadziła wielka literatura hiszpańska okresu modernizmu, przede wszystkim powieści Unamuno i Valle-Inclana. W czasie ogromnych napięć społecznych okresu Republiki i wojny domowej, a potem w okresie frankizmu, popularność zyskał obraz wojny jako starcia patriotycznej tradycji i trendów protorewolucyjnych, niekiedy przybierając formy tradycjonalistycznej egzaltacji.

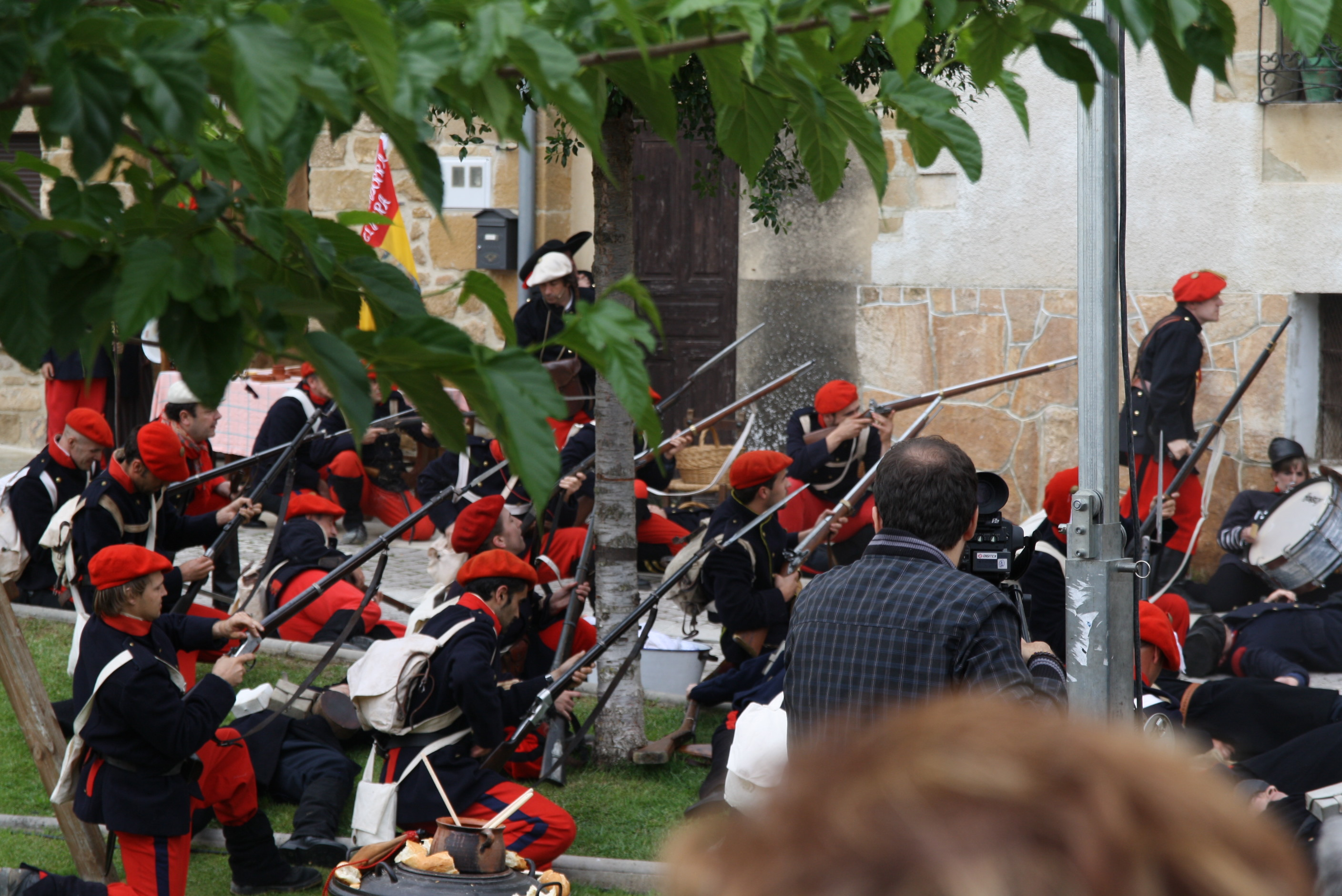
rekonstrukcja bitwy pod Lacar, 2010

Od czasu późnego frankizmu pojawiła się próba re-definicji karlizmu jako ruchu sprawiedliwości społecznej, socjalizmu avant la lettre. W tym ujęciu wojny karlistowskie były starciem ludowego ruchu antykapitalistycznego oraz władzy, kontrolowanej przez burżuazję i arystokrację. Ten wątek obecny jest do dziś, choć cieszy się popularnością w ograniczonych lewicowych kręgach o karlistowskich korzeniach. Historiografia marksistowska również interpretuje wojnę w kategoriach konfliktu społecznego, ale jednoznacznie lokuje karlizm w obozie kontrrewolucyjnym. Ortodoksyjna historiografia karlistowska współcześnie praktycznie nie istnieje; w publicystyce powtarza tradycyjny dla ruchu schemat interpretacyjny. W historiografii akademickiej wojna przedstawiana jest jako splot wątków o charakterze kulturowym i społeczno-gospodarczym. W kulturze wojny karlistowskie dawno już przestały być tłem dla fundamentalnej debaty o hiszpańskiej tożsamości. Obecnie są tylko malowniczym tłem dla różnorakich powieści, a w nieco bardziej dramatyczny sposób funkcjonują czasem jedynie w literaturze baskijskiej.

## Bibliografia

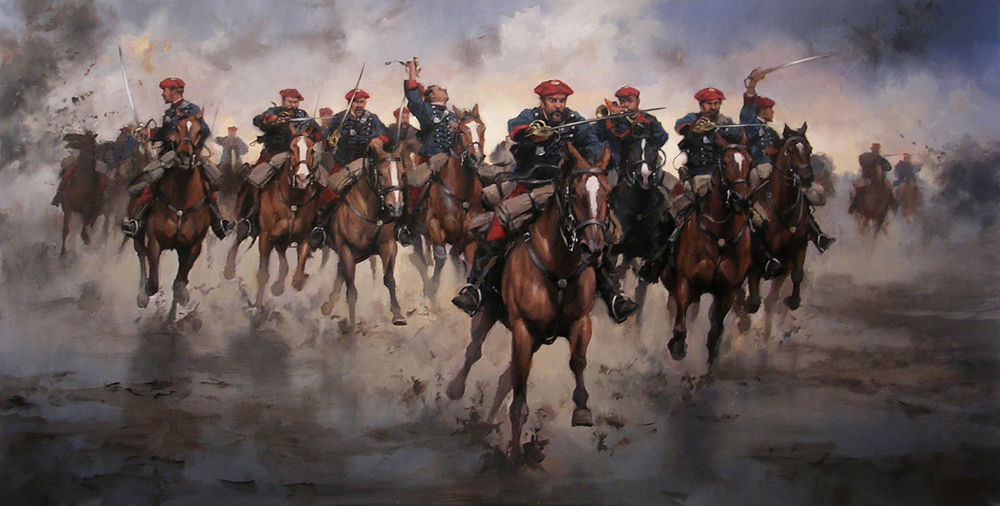
wizja artystyczna Trzeciej Wojny; szarża szwadronu straży przybocznej Karola VII